# 萊莫維韋
萊莫維韋（Letermovir）是一種用於治療巨細胞病毒感染的藥物。本藥物已經於骨髓移植併發巨細胞感染的患者身上測試，且可能也對HIV感染或器官移植後等免疫功能不良的患者有相同療效。
本品已被美國食品藥品監督管理局給予快速審查資格，也獲得歐洲藥品管理局的罕用藥資格。 
本品由默克有限公司（Merck & Co., Inc）以化合物「MK-8228」為名進行開發及研究。